# Majorica
Majorica ist ein Unternehmen der spanischen Schmuck- und Modeindustrie mit Sitz in der katalanischen Hauptstadt Barcelona. Der Hauptproduktionsstandort befindet sich im mallorquinischen Manacor. Weitere Produktionsstätten von Majorica sind in Vic in der Provinz Barcelona und auf den Kanarischen Inseln.
Die Perlas Majórica S.A. als Produktionsgesellschaft und der zugehörige Vertrieb Majorica S.A., beides Aktiengesellschaften (S.A. = Sociedad Anónima), befinden sich zurzeit mehrheitlich im Besitz der Iberian Investment Holding Group. Die Beschäftigtenzahl ging nach einem Höchststand von über 1000 Mitarbeitern im Jahr 1948 auf heute nur noch 175 Mitarbeiter zurück. Bekannt wurde der Name „Majorica“, der firmenrechtlich geschützt ist, durch die Herstellung einer bestimmten Art von Kunstperlen, nach der Firma auch Perlas Majórica („Majorica-Perlen“) genannt.
Der heutige umgangssprachliche Begriff Mallorca-Perlen ist vom Namen der Firma Majorica, die diese Kunstperlen vornehmlich auf Mallorca produzierte, abgeleitet. Bei den sogenannten Imitationsperlen von Majorica handelt es sich um künstlich aus organischem Material hergestellte Erzeugnisse, die natürliche Perlen in Farbe, Gestalt und Material imitieren.

## Geschichte
Die Firma Majorica wurde durch den deutschen Unternehmer Eduard Friedrich Hugo Heusch (1865–1937) im Jahr 1902 als Indústria Española de Perlas de Imitación S.A. gegründet. Zuvor hatte der in Aachen geborene Fabrikantensohn aus der rheinischen Industriellenfamilie Hoesch/Heusch gemeinsam mit seinem Bruder Karl Hugo Heusch (1867–1945) in Barcelona die Firma La Metalurgica Española S.A. (LME) aufgebaut, die er später als alleiniger Präsident leitete, während der Bruder die Geschäfte des Familienbetriebes Hugo Heusch & Co. in Aachen führte. Schon vor dem Ende des 19. Jahrhunderts wollte Eduard Heusch in der von ihm gegründeten Firma Société des perles des Indes E. Heusch & Co. im französischen Paris Imitationsperlen herstellen, die dortige Produktion wurde jedoch verworfen. Seine seitdem weiterentwickelten Methoden zur Herstellung künstlicher Perlen setzte er nun am neuen Produktionsstandort in Manacor auf Mallorca um, nachdem bereits in Barcelona eine Serienproduktion in kleinem Maßstab aufgenommen worden war.

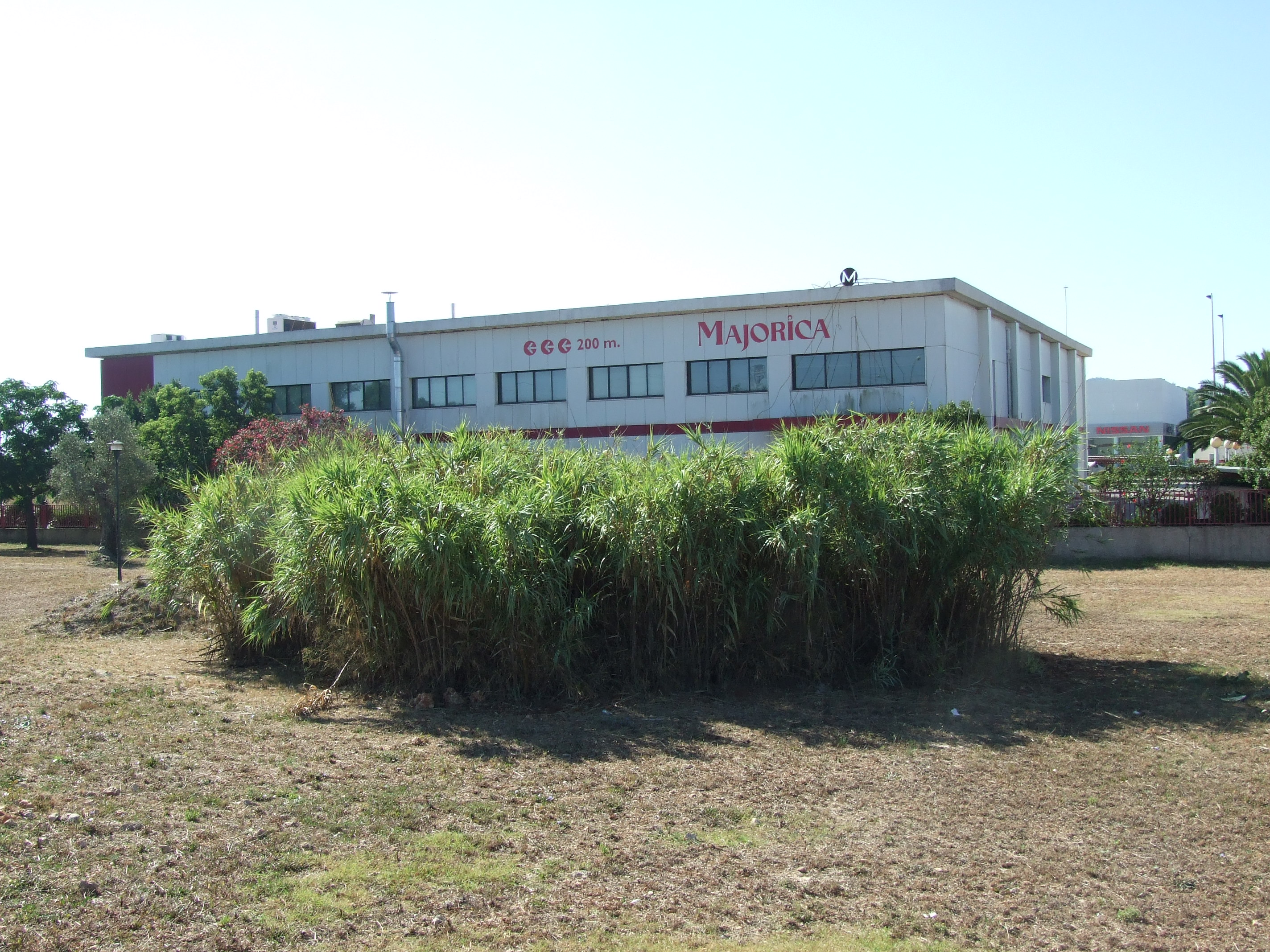
Fertigungsbetrieb in Manacor

Für den Produktionsbetrieb in Manacor setzte Eduard Heusch den ihm schon aus der Zeit in Paris bekannten Pedro Riche, einen ehemaligen Journalisten mit Kontakten zur Modewelt, als Geschäftsführer ein. Nach Eintragung der Firma ins Handelsregister wurde 1902 auch der Markenname „Majórica“ kreiert, in Anlehnung an das lateinische Maiorica, dem früheren Namen der Insel Mallorca. Die Nachfolge Eduard Heuschs im Präsidentenamt der Heusch-Gruppe (Heusch Industrias Reunidas S.A.) wie auch der Indústria Española de Perlas de Imitación S.A. übernahm nach seinem Tode im Jahr 1937 dessen Sohn Edouard Camille Heusch (1889–1961), Pedro Riche erwarb eigene Anteile am Unternehmen. Die Firma im mallorquinischen Manacor wurde danach in Perlas Majórica umbenannt. Das geschützte Firmenlogo kennzeichnet seitdem eine stilisierte Perle über dem „i“ im Namenszug „Majorica“.
Mit dem Jahr 1948 lief das Monopol der Familie Heusch für die Produktion dieser Art von Imitationsperlen aus, wodurch es zu weiteren Unternehmensgründungen in dem Produktionsbereich kam. Im selben Jahr beschäftigte Perlas Majórica mehr als 1000 Mitarbeiter auf der Insel Mallorca, deren Anzahl bis zum Jahr 1951 auf etwa 800 zurückging. Das Unternehmen wurde nun aufgeteilt in die Perlas de Manacor S.A., der Perlenmanufaktur, und die Majorica S.A. für den Vertrieb. Die 90 Produktlinien wurden in über 350 Verkaufsstellen in 120 Länder weltweit verkauft. Im Jahr 1952 kam es in Manacor zur Gründung der Firma Orquídea, die sich mit ihrem späteren Produktionsstandort in Montuïri, ebenfalls auf Mallorca, zum stärksten Konkurrenten von Majorica entwickelte. Gleichzeitig wurde in der Manufaktur von Perlas de Manacor ein kostengünstigeres Herstellungsverfahren eingeführt, bei dem man von der Handfertigung zur industriellen Serienfertigung überging. Verantwortlich dafür zeichnete der aus Ungarn stammenden Chemiker und Labordirektor Geza Zsolt, der der Majorica-Perle durch diese Weiterentwicklung ihre heutige Gestalt verlieh.

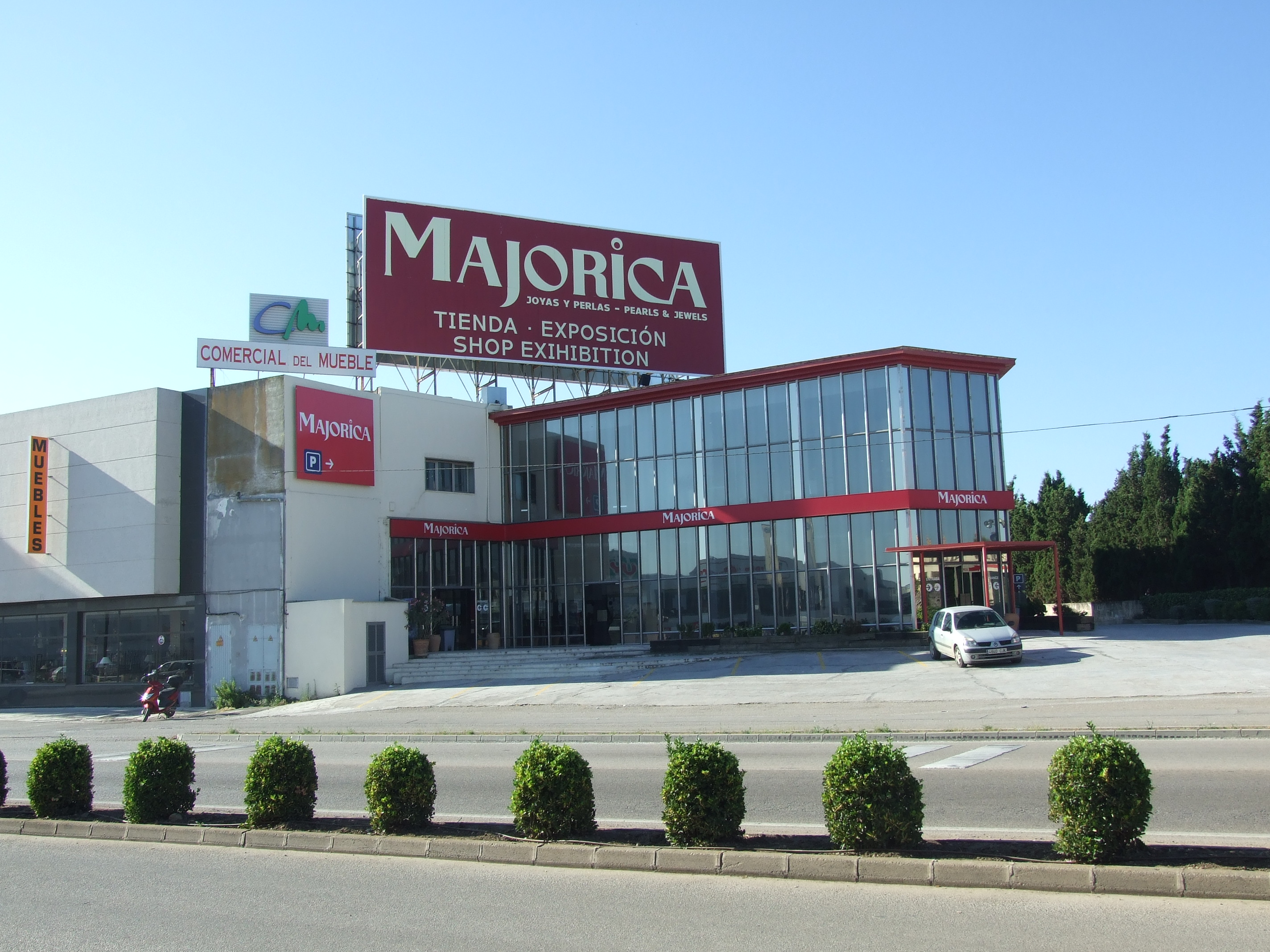
Ausstellung+Verkauf in Manacor

Im Jahr 1996 übernahm Jaime Peribáñez die Gesamtleitung des Unternehmens als Generaldirektor der Zentrale in Barcelona. Es entstanden Gerüchte über den Verkauf von Anteilen Majoricas an ausländische Investoren, verbunden mit der Schließung des Standortes Manacor und Verlagerung der Fertigung ins Ausland. So erlosch 1997 die Bezeichnung Perlas de Manacor als Produktionsfirma. Unter der Leitung der Alpha Investment Management Inc. aus Cincinnati im amerikanischen Ohio erwarb dann 1998 tatsächlich ein Konsortium mehrerer Unternehmen die Traditionsfirma Majorica. Im Einzelnen waren das Iberian Investment Holding Group mit 40,33 %, Dutchcoinvest B.V. mit 21,75 % und Sociedad Ibérica de Cartera mit 13,52 %. Ein Minderheitenanteil von 24,40 % verblieb in Streubesitz. Um die Arbeitsplätze auf Mallorca zu sichern, beteiligte sich auch die Regierung der Balearen am Unternehmen. Neuer Generaldirektor wurde nach der Übernahme Vivian Mesquida.
Im Jahr 2006 verkaufte man für 16 Millionen Euro das alte Betriebsgelände in Manacor, auf dem nun Wohnungen errichtet werden sollen. Der Finanzchef von Majorica, Pablo Rivas, kündigte in einer Presseerklärung vom Anfang des Jahres 2007 den Abbau weiterer Arbeitsplätze an. Aufgrund eines Umsatzeinbruches entschied sich die Geschäftsleitung unter dem jetzigen Generaldirektor Carlos Puig, die Mitarbeiterzahl bei Perlas Majórica in Manacor von 405 auf 175 zu reduzieren. Im Gegenzug sollte die Angestelltenzahl in Vertrieb, Verkauf und Verwaltung von 69 auf 119 angehoben werden. Weiterhin beschloss man eine Kapitalaufstockung sowie die Investition von 1,7 Millionen Euro in neue Fertigungstechniken. Schon 2008 war die Umstrukturierung und Verringerung der Mitarbeiterzahl bei Majorica erfolgt. Das derzeitige Verkaufssortiment umfasst etwa 10.000 verschiedene Perlen- und Schmuckkonzepte. Majorica bedeutet heute nicht mehr nur Kunstperlenproduktion und -verarbeitung, sondern Modeaccessoires mit einer hohen Designkomponente, wobei insbesondere Imitationsperlen und edle Materialien als Grundelemente verwandt werden.

## Majorica-Perlen

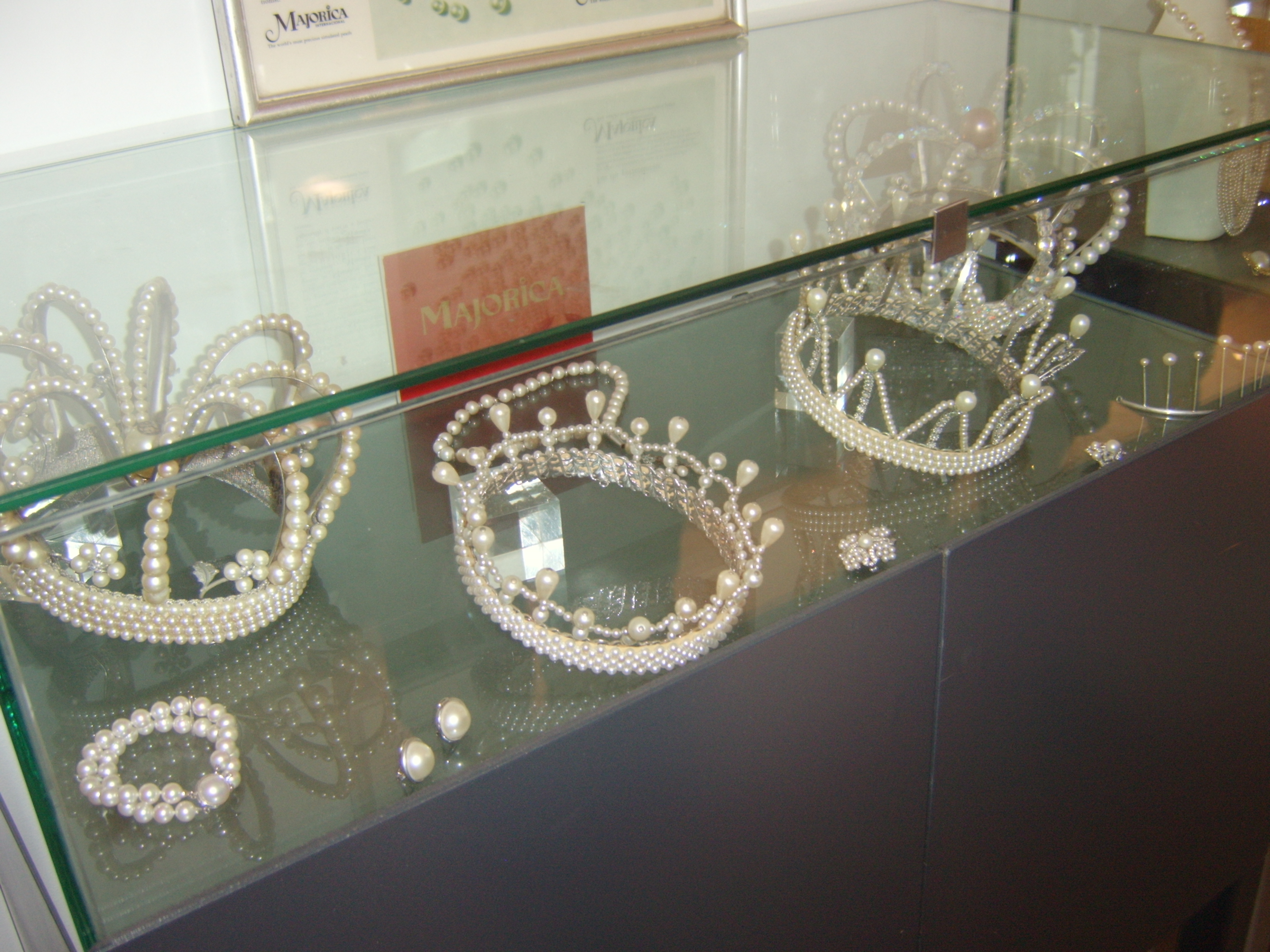
Majorica-Perlenschmuck

Bei den Majorica-Perlen handelt es sich um künstlich hergestellte Imitationsperlen, die das Aussehen echter Perlen nachahmen. Die Fertigung wurde durch den Gründer der Firma Majorica, Eduard Heusch, entwickelt und während der Firmengeschichte perfektioniert. Im Unterschied zu anderen Imitationsperlen werden als Kern statt der üblichen Glasperlen unter Hochdruck gehärtete Sandkerne verwendet. Auf eine Spezialhalterung gesteckt erhalten diese einen Mantel von 30 Schichten einer Masse aus perlmutthaltigen und perlmuttähnlichen Materialien, wie beispielsweise Fischschuppen.
Jede Schicht wird mittels Gasbrenner so stark erhitzt, dass sich die einzelnen Moleküle der Spezialmischung durch Polymerisation zu größeren Molekülen zusammenschließen. Durch Beimischung von farbigen Mineralien kann jede Art von Schattierung und Tönung erreicht werden. Nach dem Abkühlen der Perlen werden diese feingeschliffen und poliert. Das Endprodukt lässt sich nur sehr schwer von echten Perlmuttperlen unterscheiden. Ihre Oberfläche ist etwas glatter als die natürlicher Perlen, die Wachstumsmerkmale aufweisen. Durch den dreißigfachen Härtungsprozess sind die Majorica-Perlen auch chemisch beständiger und widerstehen hohen mechanischen Kräften.
Derzeit werden diese Art von Imitationsperlen nur noch von den Firmen Perlas Majórica in Manacor und Perlas Orquídea in Montuïri auf Mallorca hergestellt. Beide Unternehmen haben in Manacor, direkt am Ortseingang aus Richtung Palma, Ausstellungs- und Präsentationsräume. Durch Echtheitszertifikate (Ursprungszeugnisse) versuchen sich die Firmen vor minderwertigen Imitationen auf Basis von Glaskugelkernen, die zum Teil in China und Thailand gefertigt werden, zu schützen. Die Importware, zum Teil in einigen kleinen Betrieben auf Mallorca endmontiert, wird neben den Produkten von Perlas Majórica und Perlas Orquídea in einschlägigen Handelsgeschäften zum Verkauf angeboten.